# بيلاسييا (فثيوتيس)
بيلاسييا (Πελασγία) هي مدينة في فثيوتيس في مقاطعة كينتريكي إلادا في اليونان.